# Phyllodactylus clinatus
Espèce
Statut de conservation UICN

 DD  : Données insuffisantes
Phyllodactylus clinatus est une espèce de geckos de la famille des Phyllodactylidae.

## Répartition
Cette espèce est endémique de la région de Piura au Pérou.

## Publication originale
- Dixon & Huey, 1970 : Systematics of the lizards of the Gekkonid genus Phyllodactylus on mainland South America. Los Angeles County Museum Contributions in Science, no 192, p. 1-78.